# Eliminatórias da Copa do Mundo FIFA de 2010 - Europa (Grupo 1)
O Grupo 1 das eliminatórias da Europa para a Copa do Mundo FIFA de 2010 foi formado por Portugal, Suécia, Dinamarca, Hungria, Albânia e Malta.
A tabela de jogos foi determinada no dia 6 de Janeiro de 2008, numa reunião que aconteceu em Copenhagen, Dinamarca.

## Classificação
| Pos | Equipe    | Pts | J  | V | E | D | GP | GC | SG  | Classificado                              |  | DEN | POR | SWE | HUN | ALB | MLT |
| --- | --------- | --- | -- | - | - | - | -- | -- | --- | ----------------------------------------- |  | --- | --- | --- | --- | --- | --- |
| 1   | Dinamarca | 21  | 10 | 6 | 3 | 1 | 16 | 5  | +11 | qualificadas para a Copa do Mundo de 2010 |  | —   | 1–1 | 1–0 | 0–1 | 3–0 | 3–0 |
| 2   | Portugal  | 19  | 10 | 5 | 4 | 1 | 17 | 5  | +12 | qualificadas para a segunda fase          |  | 2–3 | —   | 0–0 | 3–0 | 0–0 | 4–0 |
| 3   | Suécia    | 18  | 10 | 5 | 3 | 2 | 13 | 5  | +8  | Eliminado                                 |  | 0–1 | 0–0 | —   | 2–1 | 4–1 | 4–0 |
| 4   | Hungria   | 16  | 10 | 5 | 1 | 4 | 10 | 8  | +2  | Eliminado                                 |  | 0–0 | 0–1 | 1–2 | —   | 2–0 | 3–0 |
| 5   | Albânia   | 7   | 10 | 1 | 4 | 5 | 6  | 13 | −7  | Eliminado                                 |  | 1–1 | 1–2 | 0–0 | 0–1 | —   | 3–0 |
| 6   | Malta     | 1   | 10 | 0 | 1 | 9 | 0  | 26 | −26 | Eliminado                                 |  | 0–3 | 0–4 | 0–1 | 0–1 | 0–0 | —   |

## Resultados
| 6 de setembro de 2008 18:45 (UTC+2) | Albânia | 0 – 0     | Suécia | Estádio Qemal Stafa, Tirana                  |
|                                     |         | Relatório |        | Público: 13,522 Árbitro: ESP Alberto Undiano |

| 6 de setembro de 2008 19:45 (UTC+2) | Hungria | 0 – 0     | Dinamarca | Estádio Puskás Ferenc, Budapeste         |
|                                     |         | Relatório |           | Público: 18,984 Árbitro: LUX Alain Hamer |

| 6 de setembro de 2008 20:00 (UTC+2) | Malta | 0 – 4     | Portugal                                                  | Estádio Ta' Qali, Ta' Qali              |
|                                     |       | Relatório | Said 26' (g.c.) · Hugo Almeida 61' · Simão 72' · Nani 78' | Público: 11,000 Árbitro: NED Kevin Blom |

| 10 de setembro de 2008 20:45 (UTC+2) | Albânia                      | 3 – 0     | Malta | Estádio Qemal Stafa, Tirana                       |
|                                      | Dalkku 45+1', 90' · Duro 84' | Relatório |       | Público: 7,400 Árbitro: AUT Robert Schoergenhofer |

| 10 de setembro de 2008 20:15 (UTC+2) | Suécia                     | 2 – 1     | Hungria      | Estádio Råsunda, Solna                     |
|                                      | Källström 55' · Holmén 64' | Relatório | Rudolf 90+3' | Público: 28,177 Árbitro: GER Florian Meyer |

| 10 de setembro de 2008 20:45 (UTC+1) | Portugal                  | 2 – 3     | Dinamarca                                 | Estádio José Alvalade, Lisboa            |
|                                      | Nani 42' · Deco 86' (pen) | Relatório | Bendtner 83' · Poulsen 88' · Jensen 90+2' | Público: 33,000 Árbitro: ENG Howard Webb |

| 11 de outubro de 2008 19:45 (UTC+1) | Hungria                    | 2 – 0     | Albânia | Estádio Puskás Ferenc, Budapeste               |
|                                     | Torghelle 49' · Juhász 82' | Relatório |         | Público: 18,000 Árbitro: SUI Claudio Circhetta |

| 11 de outubro de 2008 20:00 (UTC+2) | Suécia | 0 – 0     | Portugal | Estádio Råsunda, Solna                       |
|                                     |        | Relatório |          | Público: 33,241 Árbitro: ITA Roberto Rosetti |

| 11 de outubro de 2008 20:00 (UTC+2) | Dinamarca                           | 3 – 0     | Malta | Estádio Parken, Copenhaga                      |
|                                     | Larsen 10', 45+1' · Agger 29' (pen) | Relatório |       | Público: 33,124 Árbitro: GEO Levan Paniashvili |

| 15 de outubro de 2008 19:30 (UTC+2) | Malta | 0 – 1     | Hungria       | Estádio Ta' Qali, Ta' Qali                       |
|                                     |       | Relatório | Torghelle 23' | Público: 4,797 Árbitro: ISL Johannes Valgeirsson |

| 15 de outubro de 2008 20:45 (UTC+1) | Portugal | 0 – 0     | Albânia | Estádio Municipal de Braga, Braga         |
|                                     |          | Relatório |         | Público: 29,500 Árbitro: GER Knut Kircher |

| 11 de fevereiro de 2009 19:30 (UTC+1) | Malta | 0 – 0     | Albânia | Estádio Ta' Qali, Ta' Qali                    |
|                                       |       | Relatório |         | Público: 2,041 Árbitro: ROU Alexandru Deaconu |

| 28 de março de 2009 20:00 (UTC+1) | Malta | 0 – 3     | Dinamarca                        | Estádio Ta' Qali, Ta' Qali                  |
|                                   |       | Relatório | Larsen 12', 23' · Nordstrand 89' | Público: 6,235 Árbitro: POL Tomasz Mikulski |

| 28 de março de 2009 20:30 (UTC+1) | Albânia | 0 – 1     | Hungria       | Estádio Qemal Stafa, Tirana                |
|                                   |         | Relatório | Torghelle 38' | Público: 12,000 Árbitro: NED Bjorn Kuipers |

| 28 de março de 2009 20:45 (UTC+0) | Portugal | 0 – 0     | Suécia | Estádio do Dragão, Porto                        |
|                                   |          | Relatório |        | Público: 40,200 Árbitro: BEL Frank De Bleeckere |

| 1 de abril de 2009 19:00 (UTC+2) | Hungria                             | 3 – 0     | Malta | Estádio Puskás Ferenc, Budapeste               |
|                                  | Hajnal 7' · Gera 81' · Juhász 90+3' | Relatório |       | Público: 34,400 Árbitro: RUS Stanislav Sukhina |

| 1 de abril de 2009 20:15 (UTC+2) | Dinamarca                                | 3 – 0     | Albânia | Estádio Parken, Copenhaga                  |
|                                  | Andreasen 31' · Larsen 37' · Poulsen 80' | Relatório |         | Público: 24,320 Árbitro: SVN Damir Skomina |

| 6 de junho de 2009 20:00 (UTC+2) | Suécia | 0 – 1     | Dinamarca      | Estádio Råsunda, Solna                     |
|                                  |        | Relatório | Kahlenberg 22' | Público: 33,619 Árbitro: ENG Michael Riley |

| 6 de junho de 2009 20:45 (UTC+2) | Albânia     | 1 – 2     | Portugal                             | Estádio Qemal Stafa, Tirana                |
|                                  | Bogdani 29' | Relatório | Hugo Almeida 28' · Bruno Alves 90+2' | Público: 13,320 Árbitro: GER Florian Meyer |

| 10 de junho de 2009 19:00 (UTC+2) | Suécia                                                       | 4 – 0     | Malta | Estádio Ullevi, Gotemburgo                |
|                                   | Källström 21' · Majstorović 52' · Ibrahimović 56' · Berg 58' | Relatório |       | Público: 25,271 Árbitro: SCO Calum Murray |

| 5 de setembro de 2009 20:00 (UTC+2) | Dinamarca    | 1 – 1     | Portugal    | Estádio Parken, Copenhaga                    |
|                                     | Bendtner 43' | Relatório | Liédson 86' | Público: 37,998 Árbitro: SUI Massimo Busacca |

| 5 de setembro de 2009 20:00 (UTC+2) | Hungria          | 1 – 2     | Suécia                          | Estádio Puskás Ferenc, Budapeste            |
|                                     | Huszti 79' (pen) | Relatório | Mellberg 9' · Ibrahimović 90+3' | Público: 40,169 Árbitro: ITA Nicola Rizzoli |

| 9 de setembro de 2009 18:30 (UTC+2) | Malta | 0 – 1     | Suécia               | Estádio Ta' Qali, Ta' Qali                 |
|                                     |       | Relatório | Azzopardi 82' (g.c.) | Público: 4,705 Árbitro: NIR Adrian McCourt |

| 9 de setembro de 2009 20:30 (UTC+2) | Albânia     | 1 – 1     | Dinamarca    | Estádio Qemal Stafa, Tirana              |
|                                     | Bogdani 51' | Relatório | Bendtner 40' | Público: 6,000 Árbitro: TUR Cuneyt Cakir |

| 9 de setembro de 2009 20:45 (UTC+2) | Hungria | 0 – 1     | Portugal | Estádio Puskás Ferenc, Budapeste             |
|                                     |         | Relatório | Pepe 10' | Público: 42,000 Árbitro: FRA Stéphane Lannoy |

| 10 de outubro de 2009 20:00 (UTC+2) | Dinamarca      | 1 – 0     | Suécia | Estádio Parken, Copenhaga                           |
|                                     | J. Poulsen 78' | Relatório |        | Público: 37,800 Árbitro: ESP Manuel Mejuto González |

| 10 de outubro de 2009 20:45 (UTC+1) | Portugal                     | 3 – 0     | Hungria | Estádio da Luz, Lisboa                   |
|                                     | Simão 18', 79' · Liédson 74' | Relatório |         | Público: 50,115 Árbitro: LUX Alain Hamer |

| 14 de outubro de 2009 19:45 (UTC+1) | Portugal                                              | 4 – 0     | Malta | Estádio D. Afonso Henriques, Guimarães  |
|                                     | Nani 14' · Simão 45' · Miguel Veloso 52' · Edinho 90' | Relatório |       | Público: 29,350 Árbitro: IRL Alan Kelly |

| 14 de outubro de 2009 20:45 (UTC+2) | Suécia                                     | 4 – 1     | Albânia    | Estádio Råsunda, Solna                      |
|                                     | Mellberg 6', 42' · Berg 40' · Svensson 86' | Relatório | Salihi 57' | Público: 25,342 Árbitro: RUS Nikolai Ivanov |

| 14 de outubro de 2009 20:45 (UTC+2) | Dinamarca | 0 – 1     | Hungria     | Estádio Parken, Copenhaga                  |
|                                     |           | Relatório | Buzsáky 35' | Público: 36,956 Árbitro: GER Florian Meyer |

## Artilharia
| 5 gols - Søren Larsen 4 gols - Simão 3 gols - Erjon Bogdani - Nicklas Bendtner - Sándor Torghelle - Nani - Olof Mellberg 2 gols - Armend Dallku - Christian Poulsen - Roland Juhász - Hugo Almeida | 2 gols (continuação) - Liédson - Kim Källström - Marcus Berg - Zlatan Ibrahimović 1 gol - Hamdi Salihi - Klodian Duro - Daniel Agger - Daniel Jensen - Jakob Poulsen - Leon Andreasen - Morten Nordstrand - Thomas Kahlenberg - Ákos Buzsáky - Gergely Rudolf | 1 gol (continuação) - Szabolcs Huszti - Tamás Hajnal - Zoltán Gera - Bruno Alves - Deco - Edinho - Miguel Veloso - Pepe - Anders Svensson - Daniel Majstorović - Samuel Holmén Gols contra - Brian Said (para Portugal) - Ian Azzopardi (para a Suécia) |